# Naomi Munakata

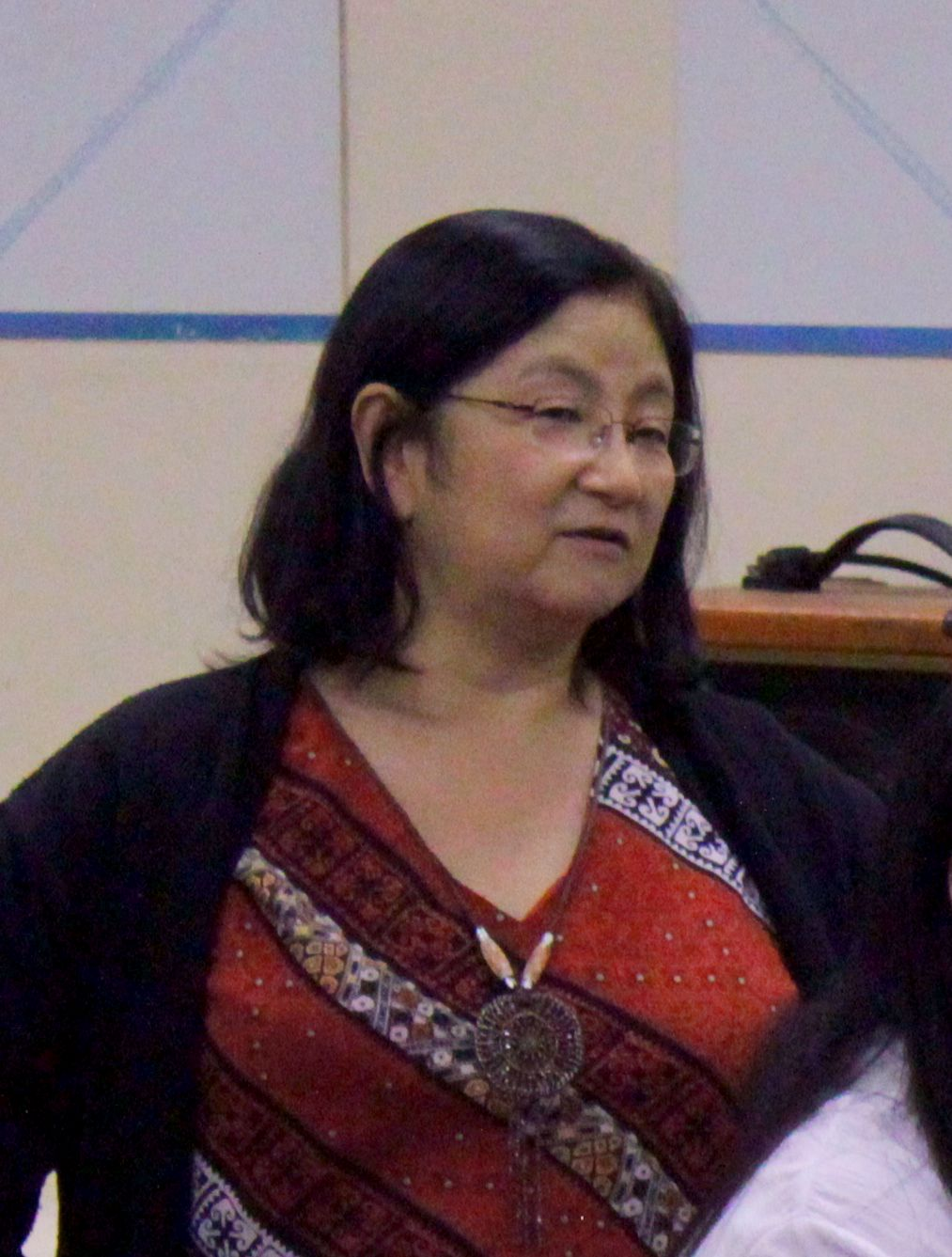
Naomi Munakata (2011)

Naomi Munakata (宗像 直美; Hiroshima, 31 maggio 1955 – San Paolo, 26 marzo 2020) è stata una direttrice di coro giapponese naturalizzata brasiliana, che diresse il coro dell'Orquestra Sinfônica do Estado de São Paulo dal 1995 al 2013 e fu poi direttrice principale del Coral Paulistano Mário de Andrade al Teatro Municipale. È stata tra i direttori di coro in Sudamerica che "hanno contribuito al rafforzamento e allo stimolo della musica corale", secondo The Cambridge Companion to Choral Music.

## Biografia
Giapponese di nascita, fu portata in Brasile all'età di due anni. Iniziò gli studi di pianoforte a quattro anni, e a sette entrò nella corale diretta da suo padre Motoi. Imparò poi a suonare violino e arpa, per formarsi quindi in composizione e direzione musicale con Eleazar de Carvalho, Hugh Ross, Sérgio Magnani, John Neschling, Hans-Joachim Koellreutter, Eric Ericson.
Ottenne il riconoscimento di miglior direttore corale dall'Associação Paulista dos Críticos de Arte, avendo a lungo tenuto la guida dell'Escola Municipal de Música de São Paulo e del Coral Jovem do Estado. Per quasi vent'anni diresse il coro dell'Orquestra Sinfônica do Estado de São Paulo e dal 2012 anche il Coro da Orquestra Sinfônica do Estado de São Paulo, col quale registrò il cd Aylton Escobar Obras para Coro. Negli ultimi tempi guidò il Coral Paulistano Mário de Andrade. Le venne inoltre affidata la conduzione di un programma di Rádio Cultura FM.
Naomi Munakata morì il 26 marzo 2020, per complicazioni da COVID-19.